# Kompjuterska forenzika
Kompjuterska forenzika je grana digitalne forenzike koja se odnosi na pronalaženje dokaza u kompjuterima i na drugim digitalnim medijima. Pojam „forenzika“ je nastao od latinske reči „forensi“ što znači „na otvorenom prostoru“ a dolazi od reči „forum“. Kasnije, kada je ta reč počela de se koristi u engleskom jeziku njeno značenje je ograničeno na „oblast pravno-krivične istrage“.

## Opšti pojam
Kompjuterska forenzika je disciplina koja ima za cilj da prikupi, sačuva i prezentuje podatke koji su dobijeni sa medija za čuvanje podataka (Hard Disk, CD ROM, DVD ROM, Floppy Disk Drive, USB Driver…). Kombinujući elemente prava i kompjuterske nauke sakuplja i analizira podatke koji se dalje koriste kao dokazi na sudu. Koristi slične tehnike koje se podrazumevaju prilikom spasavanja podataka sa dodatkom smernica za primenu u pravnom postupku. 
Da bi dokazi bili prihvaćeni na sudu, forenzičari se moraju pridržavati određenih normi i pravila, jer u protivnom dokazi mogu biti odbačeni.

## Digitalni dokaz
Digitalni dokaz predstavlja informaciju od značaja za istragu, a koja je skladištena u digitalnoj formi. Originalni dokaz treba da bude sačuvan u originalnom ili što približnijem stanju. Ako je potrebno dalje ispitivanje ono se vrši nad kopijom koja mora biti precizno napravljena i skladištena na „forenzički sterilnom“ mediju (medij na kojem prethodno nije bilo podataka). Svi dokazi moraju biti propisno označeni i dokumentovani. Ako su podaci obrisani ili oštećeni, upotrebom određenog softvera moguće ih je povratiti. Taj proces može trajati dugo ako je izgubljen ili oštećen veliki broj podataka.

## Istorija
Početkom osamdesetih godina, kada personalni računari postaju pristupačniji, dolazi do njihove sve veće zloupotrebe, tj. povećanja upotrebe kompjutera prilikom izvršenja kriminalnih radnji. Zbog toga je Federalni istražni biro (engl. Federal Bureau of Investigation - FBI) 1984. godine oformio novu jedinicu Computer Analysis and Response Team (CART) koja je imala za cilj da se izbori sa sve većim brojem slučajeva koji su uključivali digitalne dokaze. U kompjuterske zločine spadaju hakovanje, dečja pornografija, kompjuterske prevare, sabotaže…

## Cyber forenzika
Internet kao globalna mreža koja povezuje milijarde kompjutera je značajno izmenila značenje kompjuterske forenzike, tako da se sada više govori o cyber forenzici, koja predstavlja širi pojam. Mesto izvršenja zločina više nije samo prostorija u kojoj se nalazio kompjuter u vreme izvršenja, tradicionalna forenzička analiza koja se sprovodila u laboratorijama i gde se pregledala zaplenjena oprema više nije dovoljna, a digitalni dokazi se mogu nalaziti bilo gde u svetu, što utiče na povećanje složenosti samog procesa prikupljanja dokaza. Svi upadi u tuđe mreže, zloupotrebe tuđih podataka, pregledanje i distribucija zabranjenih sadržaja, kao i ostale nedozvoljene radnje se dešavaju on-line, u realnom vremenu i da bi se počinioci uhvatili na delu prvo njihove aktivnosti moraju biti praćene, što može predstavljati problem, jer dovodi do povrede prava na privatnost.
Da bi se videle aktivnosti na računaru vrši se pregled:
- Radne memorije (engl. RAM)
- Sistemskih registra (engl. System registry)
- Skrivenih fajlova i datoteka (engl. Hidden Files)
- Liste poslednjih dokumenata (engl. Recent documents list)

Za pregledanje on-line aktivnosti proveravaju se:
- Kolačići (engl. Cookies)
- Obeleživači (engl. Bookmarks)
- Istorija (engl. History buffer)
- Cache
- Privremeni internet fajlovi (engl. Temporary Internet Files)

Informacije vezane za IP adresu kompjutera i vreme koje je provedeno na Internetu se mogu dobiti od lokalnog ISP provajdera.

## Forenzički alati
Alati (hardver i softver) koji se koriste za istragu su alati za detekciju podataka, alati za analizu prikupljenih podataka, alati za proveru autentičnosti itd. Postoji veliki broj različitih softverskih alata koji se mogu preuzeti besplatno sa Interneta. Neki od alata su Forensic Tool Kit (FKT), EnCase, Expert Witness, Norton Utilities, Hashkeeper, HexEditor, SMARTLinux, ForensiX.

## Literatura
- Casey, Eoghan. Electronic Crime Scene Investigation Guide: A Guide for First Responders (PDF). Приступљено 4. 5. 2011.
- Casey, Eoghan (2004). Digital Evidence and Computer Crime, Second Edition. Elsevier. ISBN 978-0-12-163104-8. Приступљено 2. 5. 2011.

## Spoljašnje veze
- Udruženje sudskih veštaka za informacione tehnologije
- Kompjuterska forenzika
- Kompjuterska forenzika – široki aspekti primene
- Digitalni dokazi i kompjuterska forenzika